# ブエルタ・ア・エスパーニャ1973
ブエルタ・ア・エスパーニャ1973（Vuelta ciclista a España 1973）は1973年4月26日から5月13日まで行われた、ブエルタ・ア・エスパーニャの28回目の大会。

## 概要
当年のツール・ド・フランス不参加を決めたエディ・メルクスがこの年、ブエルタに初登場。対するは地元・スペインの雄、ルイス・オカーニャであり、戦前からメルクスとオカーニャの一騎討ちが予想された。
早くもプロローグの個人タイムトライアルにおいてマイヨ・オロを奪ったメルクス。第1ステージまで守った後、マイヨ・オロは他選手に譲ったものの、第8、第10ステージ後半を制した。そして第11ステージ、メルクスは再びマイヨ・オロを奪取。
以後第15ステージ後半、第16ステージ、最終ステージとなる第17ステージ後半も制し、終わってみれば今大会区間6勝を挙げる活躍ぶりを見せ、総合優勝を果たした。また、ポイント賞も獲得。総合2位にはオカーニャが3分46秒差で続いて入ったものの、マイヨ・オロの奪取はおろか、区間優勝もついに一度も果たせなかった。
その後、メルクスは5月18日開幕のジロ・デ・イタリアでも総合優勝を果たした。

## 総合成績
| 順位 | 選手名                       | 国籍       | 時間           |
| ---- | ---------------------------- | ---------- | -------------- |
| 1    | エディ・メルクス             | ベルギー   | 84時間40分50秒 |
| 2    | ルイス・オカーニャ           | スペイン   | +3分46秒       |
| 3    | ベルナール・テブネ           | フランス   | +4分16秒       |
| 4    | ホセ・ペサロドーナ           | スペイン   | +5分54秒       |
| 5    | ペドロ・トレス               | スペイン   | +7分29秒       |
| 6    | ジョアキン・アゴスティーニョ | ポルトガル | +8分15秒       |
| 7    | アグスティン・タマメス       | スペイン   | +9分15秒       |
| 8    | ルイス・バラゲ               | スペイン   | +12分26秒      |
| 9    | ロジェ・スヴェルト           | ベルギー   | +13分27秒      |
| 10   | ヘスス・マンサネック         | スペイン   | +15分01秒      |

### マイヨ・オロ保持者
| 選手名                 | 国籍     | 首位区間                  |
| ---------------------- | -------- | ------------------------- |
| エディ・メルクス       | ベルギー | プロローグ-第1、第11-最終 |
| ヘルベン・カルステンス | オランダ | 第2-第3                   |
| ホセ・ペサロドーナ     | スペイン | 第4-第10                  |

### 各部門賞結果
| 第28回 ブエルタ・ア・エスパーニャ 1973 |                                     |
| 全行程                                 | 17区間、3061km                      |
| 総合優勝                               | エディ・メルクス 84時間40分50秒     |
| 2位                                    | ルイス・オカーニャ +3分46秒         |
| 3位                                    | ベルナール・テブネ +4分16秒         |
| ポイント賞                             | エディ・メルクス 215ポイント        |
| 2位                                    | ロジェ・スヴェルト 162ポイント      |
| 3位                                    | ペーター・ナセン 154ポイント        |
| 山岳賞                                 | ホセルイス・アビジェイラ 97ポイント |
| 2位                                    | エディ・メルクス 83ポイント         |
| 3位                                    | ルイス・バラゲ 60ポイント           |